# Angelo Branduardi
Angelo Branduardi (Cuggiono, 12 de fevereiro de 1950) é um cantautore (cantor-compositor) italiano.

## Biografia
Branduardi nasceu em Cuggiono, uma pequena cidade na província de Milão, mas ainda cedo mudou-se com a família para Gênova. Foi educado como violinista clássico em uma escola de música local. Foi considerado menino prodígio e várias vezes veio a atuar em público ainda muito novo. Aos 14 anos de idade sofre uma enfermidade pulmonar por conta de má postura ao utilizar o violino. Começa a aprender a tocar violão, pois, segundo seu próprio testemunho, sendo um instrumento mais popular, lhe ajudaria a vencer a timidez adolescente. Passou a compor músicar para poemas de Dante, Petrarca e Neruda e a cantar em vários locais quando convidado. Aos 18 anos, compôs a música para a Confessioni di un malandrino, de Serguei Iessienin, ainda hoje considerada uma de suas melhores canções.
Branduardi se destaca pela interpretação de canções que remontam aos períodos medieval e renascentista da música européia, utilizando-se de instrumentos de época, como a viola da gamba. Também resgata peças do folclore, como "Alla Fiera Dell'Est", canção de origem judia, talvez seu maior sucesso, com várias versões do próprio músico. Na década de 80, o percussionista brasileiro Papete, natural do Estado do Maranhão, acompanhou Branduardi em estúdios e concertos, especialmente no álbum Cercando L'Oro (1983). Outra ligação de Branduardi com o Brasil se encontra no álbum Pane e Rose (1988), em que a percussiva "Miracolo a Goiania" relembra o acidente radiológico de Goiânia, ocorrido no ano anterior.
Branduardi é casado com Luisa Zappa, tradutora dos poemas de Yeats, musicados por ele em Branduardi canta Yeats (1986). Eles têm duas filhas, Sarah e Maddalena, ambas músicas.

## Discografia
- Angelo Branduardi (1974)
- La luna (1975)
- Alla fiera dell'est (1976)
- La pulce d'acqua (1977)
- Cogli la prima mela (1979)
- Gulliver, la luna e altri disegni (1980)
- Branduardi '81 (1981)
- Cercando l'oro (1983)
- State buoni se potete (1983)
- Branduardi canta Yeats (1986)
- Pane e rose (1988)
- Il ladro (1990)
- Musiche da film (1992)
- Si può fare (1992)
- Domenica e lunedì (1994)
- Camminando camminando (1996 ao vivo)
- Futuro antico I (1996)
- Il dito e la luna (1998, letras de Giorgio Faletti)
- Studio Collection (1998, compilação)
- Futuro antico II (1999)
- L'infinitamente piccolo (2000)
- Futuro antico III (2002)
- Altro ed altrove (2003)
- The Platinum Collection (2005, compilação)